# Lange zeedraad
De lange zeedraad (Obelia longissima) is een hydroïdpoliep uit de familie Campanulariidae. De poliep komt uit het geslacht Obelia. Obelia longissima werd in 1766 voor het eerst wetenschappelijk beschreven door Peter Simon Pallas. De soort wordt gevonden in veel gematigde en koude zeeën over de hele wereld, maar is afwezig in de tropen.

## Beschrijving
De lange zeedraad is een lange, flexibele hydroïdpoliepkolonie met een prominente hoofdstam (stoloon) en takken. Deze soort is gewoonlijk tot 20 cm lang, maar kan in de Britse wateren 35 cm bereiken. Zijtakken hebben een uniforme lengte, maar zijn distaal korter, waardoor de kolonie een taps toelopende omtrek krijgt. De hoofdstam is lang, donker en niet gevorkt, maar kan in oudere kolonies gevorkt worden. De hoofdstam is roodbruin van kleur en wordt met de jaren donkerbruin tot zwart. De segmenten van de stengel, de internodiën, zijn bijna recht of licht gebogen en perfect buisvormig. Zijtakken splitsen zich meestal in tweeën net na de oorsprong, soms in drie, met daaropvolgende takken in een zigzag gerangschikt. In jonge takken, het punt waar de internodiën elkaar ontmoeten, zijn de knopen donker, wat een karakteristiek afwisselend licht en donker patroon geeft. Zijtakken zijn meestal lichter van kleur dan de hoofdstengel en nemen in lengte af over de lengte van de kolonie.
De poliepen worden gedragen in een dunne chitineuze beker, de hydrotheca, die de poliepen beschermen. Deze hydrothecae zijn langwerpig (ca. 320-500 µm), omgekeerd kegelvormig of klokvormig, met een duidelijk taps toelopend laag gedeelte. De rand van de hydrotheca is ofwel ondiep gekarteld of ondiep stomp, maar meestal glad gewreven. De basis van de hydrothecae is aan de stengel bevestigd door een steeltje bestaande uit maximaal 20 ringen. De reproductieve poliepen (gonotheca) zijn langwerpig en kolfvormig, ongeveer 700-1050 µm lang, en laten in het voorjaar de meduse los.

## Verspreiding
De lange zeedraad heeft een bijna kosmopolitisch voorkomen. Het verspreidingsgebied loopt in het noorden tot de Nieuw-Siberische Eilanden en in het zuiden tot de zuidelijke Orkneyeilanden in de Atlantische Oceaan, maar is grotendeels afwezig in de tropen. Deze soort is ook doorgedrongen tot de Oostzee, de Middellandse Zee en de Zwarte Zee, met talrijke vermeldingen in de Indo-Pacific. In Nederland kan de lange zeedraad worden gevonden in Zeeland, de Waddenzee en de Noordzee.

## Biologie
De poliepen van Obelia longissima lijken op kleine zeeanemonen en hebben een ring van kleine tentakels die ze in de stroming uitspreiden om passerende voedsel te onderscheppen. De tentakels zijn bewapend met netelcellen, stekende cellen waarmee ze hun prooi verlammen. De centrale mond van elke poliep is verbonden met een spijsverteringsholte die in zijn geheel door de stengel loopt. Het voedsel bestaat uit zoöplankton, wormen, kleine schaaldieren, insectenlarven en detritus.